# Шатохін Олексій Володимирович
Шатохін Олексій Володимирович (рос. Шатохин Алексей Владимирович; нар. 26 січня 1971, м. Феодосія?, АРК, УРСР) — український військовий колаборціоніст, начальник Прикордоного управління ФСБ РФ по Республіці Крим у м. Керч, капітан II рангу Берегової охорони прикордонних військ ФСБ Росії. Проживав/ає у м. Керч. В соцмережі ok.ru у нього та його дружини місцем проживання вказано м. Балтійськ, Калінінградська область, де розташована база військово-морського флоту Росії.

## Життєпис
Був прописаний у м. Феодосія за адресою вул. Леніна, 44. Одружений з Олесею Шатохіною (до шлюбу Хрячкова, нар. 17.06.1982). Виховує сина та дочку.
До російської агресії проти України служив на боці України.

## Інцидент у Керченській протоці
25 листопада 2018 року корабель «Дон» під командуванням Саляєва був залучений до інциденту біля Керченської протоки. Саляєв віддав наказ таранити український буксир Яни Капу, який йшов у порт Азовського моря.
На офіційному каналі СБУ на YouTube був опублікований запис телефонної розмови та її транскрибація. Згідно запису, Шатохін вимагає атакувати українські судна. У розмові також фігурує Медведєв Геннадій Миколайович (1959), який є заступником начальника прикордонної служби ФСБ - начальник департаменту берегової охорони
На офіційному каналі "Генеральний штаб ЗСУ" на YouTube був опублікований вже інший запис розмови та її транскрибація. Як доказ цілеспрямованої агресивної ескалації ситуації у Чорному та Азовському морях з сторони РФ.
Через вчинений напад, Шатохін Олексій був доданий в базу даних «Миротворець».
Службою безпеки України та Військовою прокуратурою України йому були висунуті звинувачення за статтею Кримінального кодексу України: ст. 437 (планування, підготовка, розв’язування та ведення агресивної війни).

### Транскрибація радіоперехоплення

#### Фрагмент №1[2]
Ш: Надо блять ебашить их нахуй, надо их заебашить блять. Медведев уже в такой панике орёт, такое ощущение, что там уже президент контролирует всю это хуйню, блять 
C: О я знаю, я понимаю... Но попытки есть...

Ш: Блядь. в Винторулевую куда-нибудь чего-нибуть им захуячить. Ты не пытался его вебать носом?
C: Пытались а он не подпускает

Ш: С "Лафета" патаешься заливать его?
C: Не-а они у нас это не фурычат

C: У нас столкновения с "Изумрудом". Сереёзное.
Ш: Между собой чтоли?

С: Да

#### Фрагмент №2[4]
Ш: Подполковник Шарапов
Персонал: Сейчас командира дам
Саляєв Олексій Михайлович: Альо 
Ш: Шатохин 
Саляєв: Да
Ш: Да да Михалыч
Саляєв: Ну я второй раз навалился, ему разодрал чуть-чуть по корме. Есть мысли... блять... ебащить военые, а не буксир... они тогда остановяться точно. Военые маневренны, они начали маневрировать, быстро... лево на борт девять вперед... есть

Ш: Михалыч, команда от руководства пограничной службы ебашить их так, тараном кароче, чтоб нахуй повредить все.